# El reportero (película de 1975)
El reportero (original: Professione: reporter; The passenger en los países angloparlantes) es una coproducción hispano-italo-franco-estadounidense dirigida y coescrita por Michelangelo Antonioni, estrenada en 1975, en la que Jack Nicholson representa el papel de un periodista en África que asume la identidad de un muerto. La película compitió por la "Palme d'Or" en el Festival de Cine de Cannes de 1975. En parte fue rodada en Barcelona, Osuna, El Solanillo y el paseo de Almería.

## Argumento
El reportero David Locke intenta ponerse en contacto con guerrilleros en el desierto de Chad. No lo logra y su auto queda atascado en la arena del desierto. Agotado, regresa a su hotel. Descubre que David Robertson, un misterioso hombre de negocios que vive en el mismo hotel y se parece a él, yace muerto en su habitación, aparentemente de un infarto. Locke, frustrado con su vida, asume la identidad del muerto e intercambia las fotos en sus pasaportes. Se hace pasar por Robertson y finge que Locke está muerto. 
Locke regresa a Londres, recoge algunos artículos personales de su apartamento y luego viaja a Múnich, ateniéndose a las citas de Robertson en su calendario. En un casillero del aeropuerto encuentra fotos de armas y munición, Robertson aparentemente era un traficante de armas. En una iglesia de Múnich se encuentra con un rebelde de Chad y un intermediario alemán, de quienes recibe una gran suma de dinero como pago inicial por las armas. Su próxima cita lleva a Locke a Barcelona, donde se supone que se reunirá con otro socio comercial, pero este no aparece. Mientras tanto, los hombres que organizan el trato de armas son secuestrados, interrogados y golpeados por sicarios que operan para el gobierno de Chad.
En Londres, la esposa de Locke, Rachel, ha tenido una aventura con un hombre llamado Stephen. Rachel se siente abrumada por la culpa y desgarrada cuando se le informa de la muerte de su esposo. El exjefe de Locke, Martin Knight, prepara con Rachel un programa conmemorativo sobre Locke. Intentan esclarecer las circunstancias de su muerte y buscan a Robertson, cuyo rastro conduce a Barcelona. Knight vuela allí, Locke huye de él a la Casa Milà, donde conoce a una enigmática joven que ha visto en Londres. Él le pide que recoja sus pertenencias del hotel para que Knight -que está vigilando el vestíbulo- no lo vea allí. Knight escucha que ella está recogiendo el equipaje, la confronta afuera y le pide que lo lleve a conocer a Robertson. Ella le sugiere que la siga en un taxi y logra sácarselo de encima. Locke y la muchacha abandonan Barcelona y se vuelven amantes durante la huida.
Después de que Rachel recoge las pertenencias de su esposo en la embajada de Chad, descubre que hay la foto de un extraño en el pasaporte. Viaja a España sin saber que está siendo perseguida por agentes del gobierno chadiano. Están buscando al traficante de armas Robertson para matarlo porque suministra armas a los rebeldes.
Locke quiere renunciar a su existencia robada y huir a Tánger, ordena a la joven que tome el autobús hacia allí. El se reunirá con ella en 3 días, después de acudir a la última de Robertson. Cuando llega al Hotel de la Gloria en la pequeña ciudad de Osuna, en el sur de España, la muchacha lo está esperando y se ha registrado como la Sra. Robertson. Locke está agotado y le pide a la muchacha que se retire. La cámara sale de la habitación, muestra a la muchacha en la explanada, luego a los dos agentes del gobierno chadiano, uno de los cuales se dirige al hotel. Confundido con el ruido de un ciclomotor, adivinamos el ruido de una pistola con silenciador. Los dos se van poco después. Rachel aparece acompañada por la policía. La cámara retrocede y vemos el exterior de la habitación de Locke, que está muerto y cuyo rostro no se puede ver porque está de lado. Cuando el oficial de policía pregunta a Rachel si reconoce a Robertson, ella dice: "Nunca lo conocí". Confrontada también con la pregunta, la muchacha dice que si.

## Reparto
- Jack Nicholson... David Locke
- Maria Schneider... Chica
- Steven Berkoff... Stephen
- Ian Hendry... Martin Knight
- Jenny Runacre... Rachel Locke
- Ambroise Bia... Achebe
- Charles Mulvehill... David Robertson
- Joan Gaspart... empleado de hotel

## Antecedentes
Antonioni quería hacer una película llamada Tecnicamente Dolce (Técnicamente dulce), ambientada en la región amazónica, como la tercera de su contrato con MGM. Después de dos años de preparación para ella, incluida la búsqueda de locaciones en Cerdeña y el Amazonas así como la solución de problemas técnicos como la iluminación en la jungla, la película fue cancelada por Carlo Ponti poco antes de que comenzara el rodaje. Dado que Zabriskie Point había tenido pérdidas para MGM y su contenido era controvertido en Estados Unidos, se le pidió a Antonioni que se abstuviera de este costoso proyecto. En cambio, Antonioni abordó El reportero. La película está basada en la historia Fatal Exit de Mark Peploe, hermano de Claire Peploe, la compañera de Antonioni en la década de 1960. Temas que iban a jugar un papel en Tecnicamente Dolce, como el motivo del cambio de identidad y el anhelo de lugares "salvajes" y la muerte, fueron retomados en esta historia. Experimentos narrativos planificados - Antonioni quería contar gran parte de la historia en Tecnicamente Dolce en fundidos - se llevaron a El reportero.
Antonioni inicialmente dudó en trabajar por primera vez con material foráneo, pero luego modificó con el teórico del cine Peter Wollen partes del guion y declaró: "Ahora parece más espionaje, es más político. Jack Nicholson fue elegido para el papel principal y estaba tan entusiasmado con el proyecto que más tarde adquirió los derechos mundiales de la película. Fue asistido por Maria Schneider, que recientemente se había hecho muy conocida por su papel en El último tango en París, y que se incorporó a la película en el último minuto. Antonioni tuvo que rodar rápidamente porque Nicholson estaba ocupado con otros proyectos cinematográficos. Por esta razón, se rodaron grandes cantidades de película, a fin de tener una selección suficiente de material disponible para la edición, y el tiempo de preparación que tuvo para Antonioni para las escenas individuales fue inusualmente corto . La concreta concepción de la película habría de tener lugar en la mesa de montaje.
La película fue producida para MGM por la Compagnia Cinematografica Champion de Italia en coproducción internacional con CIPI Cinematografica SA de España y Les Films Concordia de Francia. El rodaje tuvo lugar en España, Alemania, Inglaterra y Argelia, donde el desierto de Fort-Polignac sirvió de escenario para las escenas ambientadas en Chad.
La primera versión de la película tenía una duración de cuatro horas, luego se redujo a dos horas y veinte minutos y finalmente a dos horas. La versión para el mercado estadounidense, comercializada bajo el nombre de The Passenger, era un poco más corta porque carecía de dos escenas en comparación con la versión europea: una muestra a Locke recogiendo algunas cosas personales en su apartamento de Londres, la otra tiene lugar en un campo de naranjos. en España donde descansan Locke y la muchacha. La versión de corte estadounidense, creada a instancias de MGM, fue criticada por Antonioni. Antonioni describió el hecho de que se omitiera la escena de Londres, que ilustraba el fracaso del matrimonio de Locke, como un "gran error".

## Análisis

### El thriller como forma externa
A diferencia de Zabriskie Point, Antonioni no examina en la película un fenómeno histórico en su totalidad, sino que se concentra en los problemas existenciales del destino de un individuo. Como forma externa utiliza la del thriller, pero sin atenerse demasiado a las convenciones de este género. Antonioni explica: “Yo sabía una cosa con seguridad: tenía que minimizar la tensión, aunque por supuesto algo de ella tenía que permanecer, y algo queda de ello, aunque sólo sea como un elemento indirectamente transmitido. Habría sido fácil hacer un thriller: tenía los perseguidores y los perseguidos, pero hubiera sido trivial y yo no estaba interesado El MacGuffin en el sentido hitchcockiano, el núcleo de la tensión en la película que impulsa la trama, que en el caso de El reportero sería la cuestión de si los rebeldes obtienen las armas o no, se descuida en consecuencia en el película y en el transcurso de la trama simplemente se olvida".

### El motivo del doppelgänger
Antonioni eligió un motivo popular en el cine y la literatura para explorar los estados del alma humana, el del doppelgänger. Edgar Allan Poe, Oscar Wilde, Guy de Maupassant y otros ya lo habían utilizado para mostrar lo inextricable de los destinos de dos personas que son extrañas pero que son parecidas o iguales. Mientras que Zabriskie Point trataba de escapar a otros niveles de experiencia, Antonioni elige aquí un enfoque aún más radical: el personaje principal huye de su antigua vida por cansancio y desilusión hacia la vida de otra persona. Sin embargo, mientras que el motivo doppelgänger se adorna románticamente en películas como El estudiante de Praga como resultado de un pacto con el diablo y allí, según Chatman, conduce fatídicamente a la muerte “como consecuencia impactante de la violencia”, aquí la muerte del protagonista es una función pacífica de la naturaleza, el fin de la vida en el condicionamiento recíproco de la vida y la muerte.
Locke lleva consigo el presentimiento de la muerte y el anhelo de ella desde el momento del cambio de identidades hasta el fin. Cuando se le pregunta en el aeropuerto de Múnich por cuánto tiempo le gustaría alquilar un coche, responde "Por el resto de mi vida". Cuando toma el teleférico para cruzar el puerto de Barcelona, se asoma a la ventana y extiende los brazos como las alas de un ángel. En España, un anciano sentado bajo una gran cruz blanca de madera le indica el camino. Estas y otras pistas en el simbolismo críptico de Antonioni hacen que la muerte sea omnipresente en la película.

### Escape del contexto histórico
El tema de la huida fue incorporado por Antonioni en la elección de los lugares de rodaje, comenzando en el desierto y terminando en las áridas vastedades de Andalucía. El carácter arcaico de estos lugares ejercía para él una atracción especial: "No era sólo el desierto lo que me atraía, siempre tuve la sensación de tener que vivir en un contexto histórico diferente, en un mundo ahistórico o en un contexto que desconoce su historicidad. […] Yo […] noté en mí una especie de insatisfacción oculta en [...] en el sentido de que mis figuras deben abandonar el contexto histórico en el que ellos y yo vivimos -urbano, burgués, civilizado- para entrar en otro, como el desierto o la selva, donde al menos puedan imaginar una vida más libre y personal y donde exista la posibilidad de que esa libertad funcione.
Lo ahistórico de los lugares corresponde al de los personajes: aparecen en la película sin una exposición tradicional y sin una historia detallada que sea explicada, su desarraigo es caracterizado con pocas palabras, como las de Locke "¡Está bien! ¡Me da lo mismo!” cuando su auto se queda atascado en la arena del desierto, lo que señala su cansancio de vida.

### Motivación de los personajes e implementación
La motivación de Locke para intercambiar su identidad con el doppelgänger muerto se aclara, al menos parcialmente, en los flashbacks. Las contradicciones y ambivalencias tanto en el trabajo de Locke como en su vida privada son destacados al espectador: Locke está decepcionado y frustrado por las limitaciones y convenciones de su trabajo periodístico, además, su matrimonio fracasó por un amor que se enfrió. Cuando se encuentran en el desierto, Robertson le aparece una persona libre e independiente, cuyos caminos parecen estar guiados por deseos espontáneos. Se entiende con las personas que conoce porque trata con bienes tangibles, y no, como Locke, con "palabras, imágenes, cosas frágiles".
La motivación de la muchacha para ayudar a Locke y acompañarlo en su escape es aún menos clara que la suya. Aprendemos aún menos sobre ella, ni siquiera su nombre. Sin embargo, hay indicios ocultos en la película de que la muchacha muy bien puede tener una identidad que motive sus acciones: aparece en algunos de los lugares que Locke visita como Robertson para tomar citas de su calendario, por lo que ella podría ser la misteriosa "Daisy". Aún más clara es una pista casual hacia el final de la película, que el espectador solo puede percibir si está concentrado en la historia: Locke quiere registrarse en el hotel en Usuna y muestra el pasaporte de Robertson, pero el dueño del hotel le dice que no es necesario, porque la Sra. Robertson ya se registró, y solo se precisa un pasaporte. La implicación de esto sería que la muchacha es la esposa del difunto Robertson, lo que explicaría por qué sigue motivando a Locke a perseverar en su papel de Robertson, por así decirlo, para cumplir con el legado del difunto.
Para retratar al Locke desarraigado en busca de una identidad viable, Antonioni instruyó a Nicholson para que redujera la famosa expresividad de su actuación. Nicholson, elegido por Antonioni por su "rostro frío del norte de Europa", cumple en opinión de Arrowsmith con los requisitos del papel de manera persuasiva, "porque la suavidad, la falta de color y de expresión de su interpretación son convincentes para un hombre que está desesperadamente necesitando una identidad […], que, como un vampiro, vive una vida prestada”. Chatman también elogia la actuación inusualmente sobria de Nicholson. Comunica “maravillosamente, en qué medida el personaje está dominado por el instinto freudiano de muerte, su forma de hablar y moverse, siempre un tanto circunspecta, incluso forzada, como si tuviera que luchar en cada gesto contra el impulso de acostarse y dejarse […] avasallar por las olas de la derrota.

### Cuestionada objetividad de la imagen
Los flashbacks que ilustran el trabajo anterior de Locke como reportero son cambios abruptos en el tiempo y el espacio. Se lo ve entrevistando a un dictador africano y luego Rachel lo critica por no haber sido lo suficientemente crítico con él. Otro flashback lo muestra interrogando a un curandero en África, quien invierte la situación, gira la cámara hacia Locke y quiere interrogarlo, pero Locke está inseguro y permanece en silencio. Imágenes documentales reales, que muestran la ejecución sumaria de un rebelde en África, también están vinculadas a la película, como si Locke las hubiera filmado.
Estos flashbacks sirven como portadores de la memoria: la identidad anterior de Locke se manifiesta en estos recuerdos y, sin embargo, por su propia naturaleza como material de archivo, siempre están moldeados desde un punto de vista subjetivo. Antonioni explica: “Un periodista ve la realidad con cierta consistencia, pero esa es la ambigüedad de su propio punto de vista. Se le aparece, pero sólo a él, objetivamente. Locke ve las cosas a su manera, y yo, como director, hago el papel de periodista detrás del periodista: agregando dimensiones a esta realidad reproducida. Este cuestionamiento es más evidente en la escena cuando Locke entrevista al dictador africano. Se puede ver la imagen de video de la entrevista, en la que el dictador luce confiado y convincente, pero la cámara objetiva de Antonioni también muestra la filmación de esta entrevista. En un giro de 360° de la cámara, con el objetivo de capturar toda la verdad y no solo un extracto, se puede ver cómo el gobernante está rodeado de innumerables soldados y policías, lo que desmiente sus aseveraciones de que se ha restablecido la paz en el país.
Al incluir estos flashbacks en la película, Antonioni critica, por un lado, las prácticas periodísticas (los movimientos de liberación en África estaban en pleno apogeo en la década de 1970 y los informes a menudo unilaterales sobre ellos en los medios occidentales sin duda podrían darle a Antonioni, como un marxista convencido, motivo de tales críticas), pero también critica a la naturaleza misma de las imágenes. La pregunta que plantea Antonioni es qué relación tienen las imágenes con la realidad y si cualquier intento de objetividad en la representación de lo real está condenado al fracaso y es ilusorio desde el principio, ya que solo se pueden capturar partes del todo. Este discurso sobre la importancia de las imágenes documentales también puede verse como un procesamiento de las propias experiencias de Antonioni como documentalista en Chung Kuo - La China, que se realizó inmediatamente antes.

### Función de la arquitectura
Antonioni retrata los más diversos aspectos de la arquitectura en la película, comenzando por las viviendas primitivas en el desierto, pasando por la sobria arquitectura funcional de Londres, la opulencia barroca de la iglesia de Múnich, el caos romántico de los edificios de Gaudí hasta la soledad posmoderna de una sureña ciudad española que, en su sencillez, vuelve a cerrar el círculo a los edificios africanos.

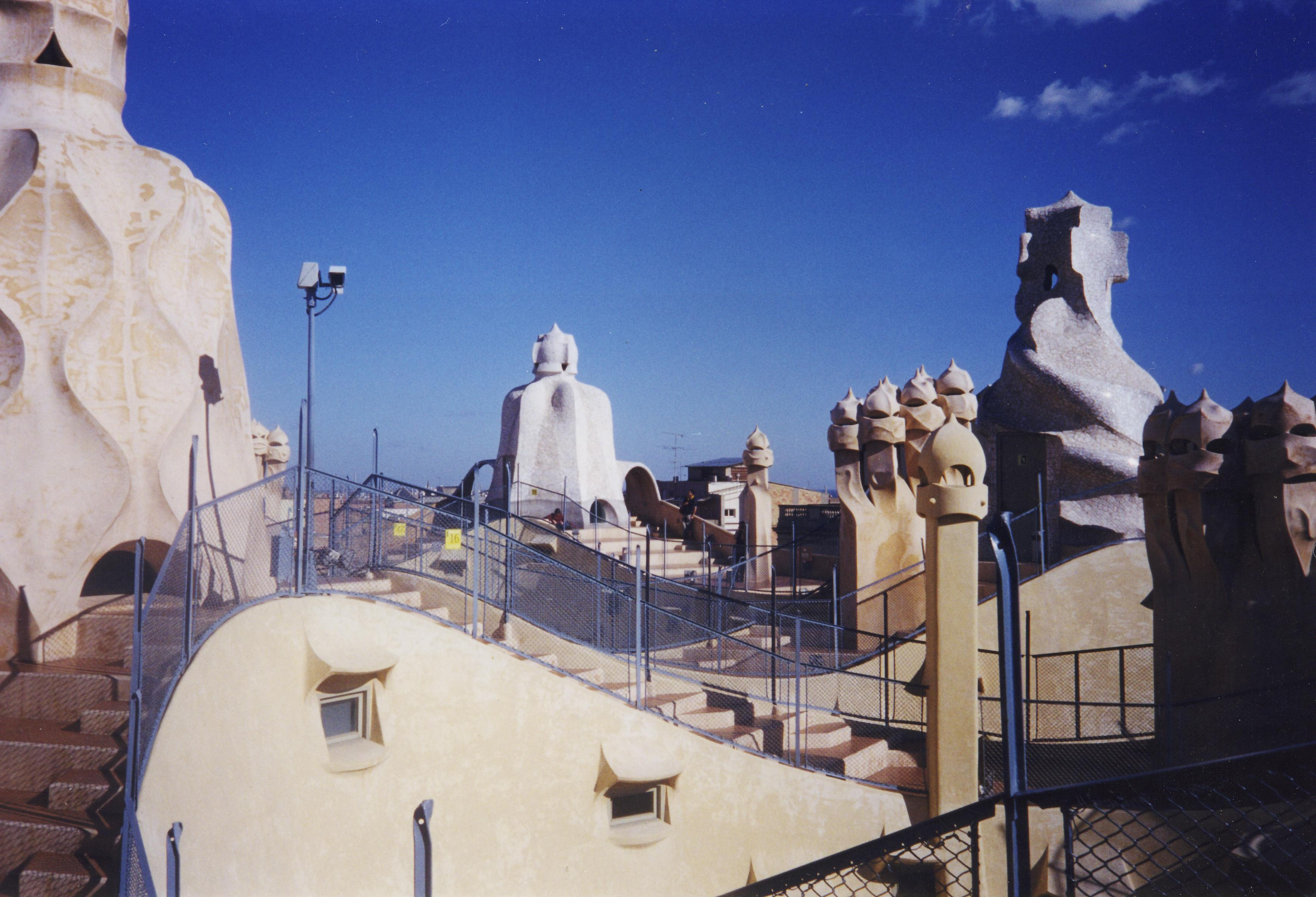
En la azotea de la Casa Milà, Locke se encuentra por segunda vez con la muchacha en Barcelona. A través de su elección de locaciones, Antonioni enfatiza la naturaleza bizarra de la trama.

Cuando se le preguntó sobre la función de los edificios de Gaudí en la película, Antonioni dijo: "Las torres de Gaudí tal vez revelan la extrañeza del encuentro de un hombre que lleva el nombre de un muerto con una chica que no lleva ningún nombre.
Las personas siempre parecen pequeñas y perdidas en relación con el edificio, se desvanecen ante la presencia de la arquitectura abrumadora. El hombre moderno que retrata Antonioni, desarraigado y despojado de cualquier ideología, no puede sentirse a gusto en ninguno de estos escenarios arquitectónicos. Locke está tan perdido en todos estos lugares como en el entorno hostil del desierto, un aspecto de la visión del mundo analíticamente fría y pesimista de Antonioni en la película.
Chatman señala que una asignación clara de significado a la arquitectura, como fue posible en las películas anteriores de Antonioni, no funciona aquí. Los personajes y los edificios no corresponderían entre sí de ninguna manera significativa reconocible.

### Interpretaciones filosóficas y psicoanalíticas
Las posibilidades de interpretación de la película son diversas debido a la apertura y omisiones del guion y al lenguaje simbólico velado de Antonioni. Estos son solo algunos de los muchos intentos de interpretar la película:
Aurora Irvine relaciona la escena en la que Locke y la muchacha conducen por una avenida y ella se da vuelta para mirar hacia atrás con El ángel de la historia de Walter Benjamin, y su interpretación del cuadro Angelus Novus de Paul Klee. El cuadro representa a un ángel que, según Benjamin, “parece que está a punto de alejarse de algo […] Ha vuelto el rostro hacia el pasado, […] que sin cesar amontona escombro sobre escombro y lo arroja a sus pies. [...] una tormenta sopla desde el paraíso. […] La tormenta lo empuja inexorablemente hacia el futuro, al que le da la espalda. […] Lo que llamamos progreso es esta tormenta.
En su ensayo Reporting on The Passenger, Larysa Smirnova y Chris Fujiwara relacionan la película con la filosofía de Martin Heidegger, quien abordó las cuestiones ontológicas fundamentales de la existencia en Ser y tiempo. Discuten si existe la posibilidad de que un ser humano no solo sea como otra persona, sino que en realidad sea otra persona, y examinan las diferentes concepciones de la muerte (la muerte de Robertson y la muerte de Locke) en la película en relación con la tesis de Heidegger de que la existencia sólo se distingue como vida real cuando es consciente de que no es más que una anticipación de la muerte, y la muerte aísla a la existencia, ya que nadie, ante ella. puede ser representadoo por otro.
Jack Turner, en su ensayo El pasajero de Antonioni como texto lacaniano (Antonioni’s The Passenger as Lacanian Text), interpreta la película como una traducción de los supuestos básicos de Jacques Lacan sobre el alma humana: Locke representa lo imaginario al vivir su fantasía onírica de ser otra persona para escapar de la realidad. Rachel y Knight representan lo simbólico, intentando restaurar el orden buscando a Robertson para arrojar luz sobre la "muerte" de Locke. La muchacha representa lo real, algo que está fuera de la realidad normal y es mucho más misterioso e inescrutable que la primera impresión que uno tiene de ella. En apoyo de esto, argumenta que en tres momentos de la película, mirarse en un espejo tiene una función narrativa, en opinión de Turner hace referencia a la etapa del espejo postulada por Lacan como una fase esencial en el desarrollo de la conciencia humana.
Arrowsmith ve la personificación y el viaje de Locke como un proceso de trascendencia, como "el paso del ego más allá de los confines del yo, fusionándose o muriendo en un mundo más grande, en el otro que está más allá del ego". El viaje de Locke es una " encrucijada " en la que deja atrás su vida anterior, convencional y encerrada. Arrowsmith ve el apellido de Locke como un nombre que habla ( Lock como un término inglés para cerrojo, candado, barrera ) para este estar encerrado en sí mismo. Tuvo que dejar atrás su "equipaje faustiano", los productos de la tecnología moderna como su automóvil y su grabadora, para finalmente poder separar alma y cuerpo en el momento de trascendencia que muestra la cámara en la secuencia final. Por lo tanto, la película tendría, por primera vez en la obra de Antonioni, una "dimensión religiosa obvia pero típicamente minimizada".

### Recursos cinematográficos

#### La cámara objetiva: el autor como “el otro”
El trabajo de cámara es principalmente una observación distanciada en un plano general. El paisaje y la arquitectura se representan con una mirada inquisitiva y panorámica, y los protagonistas a veces parecen estar en la imagen solo por casualidad. La información se oculta al espectador cuando los protagonistas desaparecen detrás de puertas cerradas o las conversaciones ya no se pueden seguir acústicamente. Como si la cámara tuviera un impulso constante de mostrar otra cosa y ceder a las distracciones, muchas veces se "olvida" de avanzar en la narración. Por ejemplo, sigue a un hombre en un camello en el desierto que no tiene nada que ver con la trama, en lugar de centrarse en Locke. En otra escena, cuando Locke y la muchacha están sentados en un restaurante, en lugar de cumplir con su tarea narrativa de poner a la pareja en el centro de atención del espectador, ella enfoca en los autos que pasan por la ventana. Antonioni explica este impulso de distraerse compulsivamente: “Cada vez que estoy listo para rodar una película, me viene a la mente una nueva. Antonioni está fascinado por la diversidad del mundo y las posibilidades que ofrece para contar muchas otras historias más interesantes. Locke, tan desatendido por la cámara, sigue siendo pequeño en su destino e irrelevante para el curso del mundo.
Los primeros planos utilizados con moderación por Antonioni funcionan de manera similar, no se utilizan, por ejemplo, en las escenas entre Locke y Robertson para crear emotividad, sino que reflejan la inseguridad y falta de arraigo de los personajes. Debido a que solo se muestran partes de un rostro, al espectador le resulta difícil captar una expresión facial en su totalidad, se niega información importante para desarrollar empatía por los protagonistas.
Antonioni explica su trabajo de cámara objetiva, separada de los protagonistas: “Ya no quiero usar la cámara subjetiva, es decir, la cámara que representa el punto de vista de una sola persona. La cámara objetivo es la cámara en manos de los autores. Al usarla, dejo sentir mi presencia. El director es así “el otro”, una autoridad que se palpa en la película y es divina en su libertad, su mirada es claramente diferente de la de sus personajes y sirve para objetivarlos y evitar una excesiva emotividad. Es a partir de esta situación que Antonioni también explica su relación con el personaje principal: “Como director, soy un dios. Puedo tomarme todo tipo de libertades. De hecho, la libertad que tomo en esta película es la libertad que el personaje principal trata de ganar a través de la personificación. Debido al efecto a menudo confuso de la cámara objetivo, a veces es difícil para el espectador interpretar el curso de la historia por sí mismo, y mucho menos los posibles significados que podría tener el contenido de la película. También existe una técnica de lo que Chatman llama “cortes engañosos”, los hábitos de visualización del espectador y las convenciones cinematográficas se ven socavados por cambios inusuales en la perspectiva. Sin embargo, Chatman está convencido de que El reportero no debe verse como un metafilm, como una película que constantemente también toma conciencia del proceso de realización cinematográfica, como lo hicieron Michael Snow y Jean-Luc Godard. La ilusión cinematográfica y la historia misma son demasiado fuertes para eso.

#### El colorido: disfraz manierista del simbolismo social

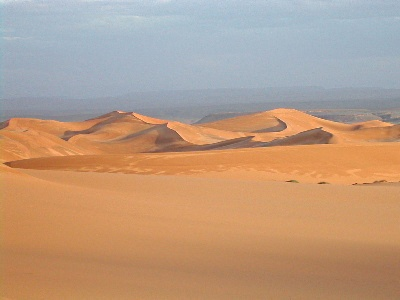
Dunas en el desierto de Argelia

Antonioni utiliza los colores como elemento de diseño cinematográfico. Los tonos blancos y grises de las escenas en el desierto africano, correspondientes al amarillo terroso y el naranja de la arena, son percibidos por Brunette como un lienzo en blanco sobre el cual las identidades de los protagonistas pueden proyectarse, alterarse y transformarse a voluntad. En contraste con esto, el director usa repetidamente áreas expresivas de color y acentos de color individuales, principalmente en rojo, a medida que avanza la película. En la secuencia final, por ejemplo, el niño viste una camisa roja brillante, en otra, una furgoneta roja impide que Knight siga a Locke en Barcelona.
El uso del color y el simbolismo de Antonioni es más evidente en la escena ambientada en las instalaciones de AVIS en Barcelona: el rojo y blanco del logotipo de la empresa se muestra primero en un primer plano extremo, dejando al espectador a oscuras sobre lo que es, la composición de la imagen hace pensar inicialmente en la bandera americana. De una manera manierista que se opone a una representación naturalista, Antonioni logra un efecto de ocultación y ambigüedad con su esquema de color: los símbolos de empresa son alienados y presentados sin un enfoque implícito de interpretación, lo que señala la dificultad de descifrarlos sin ambigüedades semióticas.. Arrowsmith pone esto en relación con el tema de la película, de lo que es la realidad y los problemas conectados con su descripción: "La[…] La inamovilidad de los códigos visuales desaparece para reabrirse ene formas nuevas e inesperadas como nunca se había visto antes ”.
La A de las letras AVIS destacadas en la escena del alquiler de autos permite a Chatman especular que se trata de una referencia al cineasta omnipresente y omnipotente. La A podría representar tanto a Antonioni como a autor. De forma análoga, hay un gran anuncio de neón en Blow Up que, con las letras TOA que se muestran allí, también podría referirse a Antonioni como la autoridad autoral suprema.

#### Los flashbacks: estilo narrativo quebrado en tiempo y lugar
Antonioni rompe tanto la estructura narrativa lineal como la unidad estilística mediante la inclusión a menudo irritante de flashbacks, la mayoría de los cuales tratan sobre el trabajo periodístico de Locke antes del cambio de identidad y en parte tienen el carácter de un documental. El flashback más ingenioso ocurre cuando Locke finalmente asume la identidad de Robertson e intercambia las fotografías en los pasaportes. Se escucha desde el principio, como si fuera una voz en off, una conversación entre Locke y Robertson, hasta que el espectador se da cuenta de que la conversación es una grabación que Locke está reproduciendo en su grabadora. La cámara gira hacia un lado y mira a través de la puerta hacia el porche. Locke y Robertson aparecen de repente allí y continúan la conversación. El movimiento de la cámara es, por lo tanto, no solo espacial, sino también temporal, debido a la aparición de las personas del pasado. Chatman usa el término " glideback " para esto, ya que un flashback clásico estaría separado por un corte, lo que no es el caso aquí. La cámara retrocede para ver a Locke sentado en la mesa nuevamente, la conversación proviene nuevamente de cinta, por lo que la acción vuelve al presente.
Otro ejemplo del estilo de edición no lineal sino más bien asociativo de Antonioni es un flashback integrado en la escena de la boda en la capilla bávara. Mirando la fiesta de bodas, Locke considera el estado de su propio matrimonio, el flashback que ilustra esto lo muestra en el jardín de su casa en Londres quemando un montón de ramas. Su mujer sale de la casa y le pregunta si está loco, a lo que él, riendo delirante, responde que sí. Sigue un corte y se muestra a Rachel de pie junto a la ventana, pero el jardín que está mirando está vacío. El siguiente corte lleva de regreso a Locke en la iglesia. Se pueden ver sus pies pisando los pétalos dispersos de las flores de la boda. Locke y Rachel “comparten” así una memoria manifestada en el flashback, que Antonioni filmó en un montaje paralelo que trasciende el tiempo, eliminando las consecuencias temporales y espaciales.

#### La secuencia final: comentario de cámara sobre la muerte de Locke
La última gran secuencia de siete minutos de la película, realizada en un único travelling largo sin corte, se considera una de las escenas finales más famosas de la historia del cine. Locke yace exhausto en la cama de su hotel en Osuna, la cámara se mueve de él a la ventana con barrotes que da a la plaza. Ella conduce lentamente hacia allí, a través de la reja y sale a la plaza. Afuera se ven dos hombres conversando en un banco, un perro, un niño jugando con una pelota, un coche de autoescuela dando vueltas. Aparecece la muchacha que salió de la habitación. Los dos perseguidores de Locke se detienen en un automóvil; uno va al hotel mientras el otro habla con la muchacha. Poco después, los dos parten y aparece Rachel, acompañada por la policía. La cámara gira sobre su propio eje y regresa a la habitación de Locke. Se ve a Rachel, al policía, a la muchacha y al dueño del hotel de pie junto a la cama del ahora muerto Locke.
Antonioni necesitó once días para realizar esta secuencia. Solo se podía filmar entre las 15:30 y las 17:00 para evitar una diferencia de luz entre el interior y el exterior. Primero guiada sobre rieles debajo del techo, la cámara (la rejilla se quitó de manera invisible para el espectador a través de una bisagra) fue tomada en la ventana por una construcción de grúa de 30 metros de altura y estabilizada con elementos giroscópicos para evitar vibraciones durante el movimiento al exterior y el giro de retorno.
En esta escena, Antonioni quería mostrar que Locke muere, pero no cómo muere. Salir de la habitación a través de la cámara es menos un escape del alma de Locke en el sentido metafísico que, según Antonioni, más justificado filosóficamente: la existencia de Locke como ser-en-el-mundo en el sentido de Heidegger ha terminado, el mundo y sus sonidos (fragmentos de español, el sonido de una trompeta, el repique de una campana) está fuera de la ventana. Locke, muerto, permanece en la habitación.
La objetividad de la cámara se lleva al extremo con este travelling. El momento de la muerte no se muestra desde el punto de vista de uno de los protagonistas, sino que la cámara, como observadora externa, elige su propia perspectiva, que es muy dominante debido a su carácter inusual. El alto grado de libertad de la cámara en su movimiento permite que el espectador participe de esta libertad; el espectador toma conciencia de la artificialidad de la mirada de la cámara, y se retoma por última vez el tema del estatus de las imágenes en la representación de la realidad. La muerte de Locke deviene pacífica, natural y sin emociones a través del diseño de la secuencia: finalmente ha logrado su objetivo de estar en "otro lugar" al abandonar el estado terrenal.

#### Sonido y música
Los elementos dominantes en la película son la parsimonia de los diálogos y los largos momentos de silencio, escasamente acompañados de lejanos ruidos cotidianos, el zumbido de las moscas o el sonido del viento en el desierto. Claudia Lenssen ve la "composición de los sonidos" como una adición a lo que es visible en la película, como una puesta en escena expandida en la imaginación del espectador que va más allá del cuadro representado.
Aparte de algunas flautas en el desierto y el sonido de las guitarras españolas hacia el final de la película, no hay música, y aún allí no tiene la función de comentar o subrayar las emociones. Antonioni comentó sobre el uso de la música en sus películas: “Siempre me he opuesto al comentario musical tradicional, la función soporífera que tradicionalmente se le asigna. Es esta idea de imágenes con música, como escribir un libreto de ópera, lo que no me gusta. Lo que rechazo es esta negativa a dar espacio al silencio, este impulso de llenar absolutamente lo que crees que es un vacío.

## Recepción
La película se estrenó en Italia el 28 de febrero de 1975 y en los cines estadounidenses el 9  de abril de 1975.

### Críticas
La última película de Antonioni antes de una pausa de cinco años provocó reacciones opuestas, especialmente en Estados Unidos. Las actuaciones de los actores y el trabajo de cámara recibieron elogios, pero su lenguaje cinematográfico poco claro provocó cierta irritación en el público y la crítica. Elogios como los de Vincent Canby en The New York Times fueron raros: "El reportero […] es ante todo un extraordinario melodrama de suspenso sobre la lucha de Locke por convertirse en el hombre del que no sabe nada pero cuya vida cree que importa más que la suya. […] Durante la película [...] se despliegan una gran cantidad de detalles, como docenas de pequeños espejos que reflejan la vida que nunca llevó, pero que podría haber llevado. Su viaje por Europa [...] lo lleva menos a la verdad que al suicidio. […] El reportero tiene un apetito insaciable por el paisaje y los puntos de referencia locales. [...] Es probablemente la película más entretenida de Antonioni.
Antonioni respondió a los críticos estadounidenses desde su punto de vista sobre el artista cinematográfico europeo: “Creo que ustedes, los estadounidenses, toman las películas demasiado literalmente. Siempre estás tratando de descubrir la 'historia' y algunos significados ocultos donde tal vez no haya ninguno. Para ustedes una película tiene que ser totalmente racional, sin secretos inexplicables. Los europeos, por otro lado, ven las películas como yo pretendo que sean vistas, como obras de arte visuales a las que se reacciona como a una pintura, subjetiva más que objetiva. Para los europeos, la 'historia' es secundaria y no temen lo que ustedes llaman 'ambigüedad'.
Roger Ebert fue uno de los críticos negativos en 1975, pero revisó su juicio en 2005: "No admiré esa película en 1975. En una crítica negativa, noté que Antonioni había cambiado el título de The Reporter a The Passenger, aparentemente como una decisión de que debería tratar más de la muchacha que de Locke. Pero tal vez solo se trata de pasajeros que viajan a la vida de otras personas, Locke a la de Robertson, la muchacha a la de Locke. Más de 30 años después admiro la película. Puedo sentir más simpatía por ella. Cuando una película se niega tan rotundamente a expresarse a nivel de historia, todo lo que queda es el estado de ánimo. En El reportero se trata de estar en un lugar donde nadie te conoce o quiere conocerte y te das cuenta de tu propia insignificancia.
La reseña del Lexikon des Internationales Films es representativa de la crítica europea predominantemente positiva: “Antonioni  resume […] los motivos temáticos y cinematográficos de su obra anterior y llega a un análisis pesimista de las formas alienadas de comunicación y percepción en el mundo moderno. La trama a modo de colportaje es sólo pretexto y trasfondo para un discurso visual magistralmente escenificado sobre el carácter aparente de lo real y la realidad de la ficción.
Hans-Christoph Blumenberg afirma que Antonioni "crea desde el principio un clima opresivo de total alienación existencial". Locke es "un 'hombre sin hogar' en el sentido concreto de la palabra". La película deriva “ sin rumbo, con sus movimientos planeadamente equivocados, fusionando diferentes niveles de tiempo y percepción con audaces secuencias de montaje que recuerdan a Jacques Rivette.

## Premios
El reportero fue nominado a la Palma de Oro en el Festival de Cine de Cannes de 1975. La película ganó el premio a la Mejor Película Europea en los Premios Bodil de 1976. En la ceremonia de entrega de premios del Sindacato Nazionale Giornalisti Cinematografici Italiani 1976, tanto Antonioni a la Mejor Dirección como Luciano Tovoli a la Mejor Fotografía ganaron el Nastro d'Argento. Jack Nicholson ganó el Premio Español Sant Jordi al Mejor Actor Extranjero en 1977 por su actuación.

## Secuelas
En 2005, la película se mostró nuevamente en los cines estadounidenses en su versión europea y se estrenó en DVD poco después. Las críticas fueron en su mayoría de positivas a entusiastas. Por ejemplo, Don Druker del Chicago Reader considera que la película es "una obra maestra, una de las mejores obras de Michelangelo Antonioni […] Menos un thriller (aunque un clima de misterio es omnipresente) que una meditación sobre los problemas del conocimiento, la responsabilidad personal y la relación entre el artista y su obra.
El crítico de cine Neil Young ve la película como "postmodernamente profética en la forma en que trata la identidad, particularmente en el contexto de los viajes en Europa". La película es “una especie de texto original para […] variaciones en temas similares”, como también son tratados en Der Felsen de Dominik Graf, Morvern Callar de Lynne Ramsay y Guernsey de Nanouk Leopold.